# Vidalia

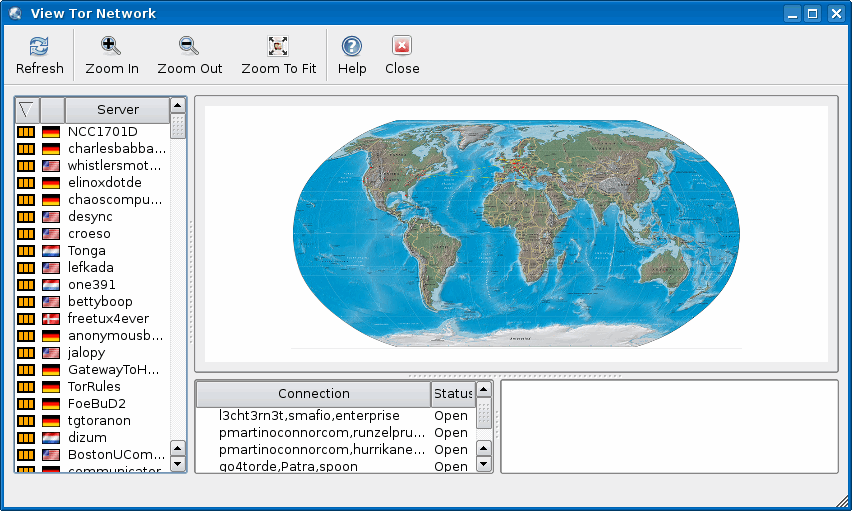

Vidalia是Tor的一个跨平台的GUI控制工具，它是使用Qt框架构建的，可以在任何支持Qt4.2及更高版本的平台上运行，包括Windows，Mac OS X，Linux或者其它使用X11窗口系统的类Unix系统。
Vidalia允许用户启动、停止Tor，查看Tor的状态信息，监视Tor的带宽使用情况，也可以使用户更方便的构建自己的Tor伺服器。
Vidalia由Matt Edman和Justin Hipple编写。